# Roodflanktowie
De roodflanktowie of oostelijke towie (Pipilo erythrophthalmus) is een in het oosten van Noord-Amerika voorkomend lid van de gorzenfamilie.

## Kenmerken
De roodflanktowie meet van het puntje van de snavel tot het uiteinde van de staart 20 centimeter en weegt ongeveer 43 gram. De seksen verschillen: het mannetje is zwart van boven, wit van onder en heeft roodbruine flanken, het vrouwtje is van boven donkerbruin. De soort heeft rode ogen, behalve de in Florida voorkomende ondersoort, die ook iets kleiner is.
De roep is een karakteristiek herhalend towie of tsjewink; de zang is helder gefloten drielettergrepig waarvan de laatste een triller.

## Voortplanting
Het nest bestaat uit een door het vrouwtje gebouwd kommetje van twijgjes, wortelstokken en bladeren, gevoerd met fijner materiaal zoals gras. Het legsel bestaat uit twee tot zes roomkleurige of grijzige eitjes die 23 millimeter groot zijn. De jongen worden in een dag of twaalf door het vrouwtje uitgebroed, waarna ze nog een week of twee door beide ouders worden verzorgd.

## Verspreiding en leefgebied
Het verspreidingsgebied wordt in het westen begrensd door de Great Plains, in het noorden ruwweg door de vijftigste graad noorderbreedte, de Atlantische Oceaan en de Golf van Mexico. De zomer- en winterareaal overlappen elkaar voor een groot gedeelte, alleen het uiterste noorden en noordwesten van het verspreidingsgebied wordt in de winter verlaten. De roodflanktowie broedt in open terrein op of vlak boven de grond in de ondergroei.
De soort telt vier ondersoorten:
- P. e. erythrophthalmus: van het zuidelijke deel van Centraal-en zuidoostelijk Canada tot de oostelijk-centrale Verenigde Staten.
- P. e. canaster: binnenlandse zuidoostelijke Verenigde Staten.
- P. e. rileyi: zuidoostkust van de Verenigde Staten behalve centraal en zuidelijk Florida.
- P. e. alleni: Florida.

## Waarnemingen in Nederland
Van deze soort zijn geen waarnemingen in Nederland bekend.